# Paraxiopsis
Paraxiopsis är ett släkte av kräftdjur. Paraxiopsis ingår i familjen Axiidae.
Kladogram enligt Catalogue of Life:
| Paraxiopsis | \| \| Paraxiopsis austrinus \| \| \| \| \| \| Paraxiopsis bisquamosa \| \| \| \| \| \| Paraxiopsis brocki \| \| \| \| \| \| Paraxiopsis defensus \| \| \| \| \| \| Paraxiopsis foveolata \| \| \| \| \| \| Paraxiopsis gracilimana \| \| \| \| \| \| Paraxiopsis granulimana \| \| \| \| \| \| Paraxiopsis hispida \| \| \| \| \| \| Paraxiopsis johnstoni \| \| \| \| \| \| Paraxiopsis pindatyba \| \| \| \| \| \| Paraxiopsis pumilus \| \| \| \| \| \| Paraxiopsis spinipleura \| \| \| \| |
|             | \| \| Paraxiopsis austrinus \| \| \| \| \| \| Paraxiopsis bisquamosa \| \| \| \| \| \| Paraxiopsis brocki \| \| \| \| \| \| Paraxiopsis defensus \| \| \| \| \| \| Paraxiopsis foveolata \| \| \| \| \| \| Paraxiopsis gracilimana \| \| \| \| \| \| Paraxiopsis granulimana \| \| \| \| \| \| Paraxiopsis hispida \| \| \| \| \| \| Paraxiopsis johnstoni \| \| \| \| \| \| Paraxiopsis pindatyba \| \| \| \| \| \| Paraxiopsis pumilus \| \| \| \| \| \| Paraxiopsis spinipleura \| \| \| \| |
|             | Acanthaxius |
|             | |
|             | Allaxius |
|             | |
|             | Anophthalmaxius |
|             | |
|             | Axiopsis |
|             | |
|             | Axiorygma |
|             | |
|             | Axius |
|             | |
|             | Bouvieraxius |
|             | |
|             | Calaxius |
|             | |
|             | Calocarides |
|             | |
|             | Coralaxius |
|             | |
|             | Dorphinaxius |
|             | |
|             | Eiconaxius |
|             | |
|             | Eutrichocheles |
|             | |
|             | Marianaxius |
|             | |
|             | Neaxiopsis |
|             | |
|             | Neaxius |
|             | |
|             | Oxyrhynchaxius |
|             | |
|             | Parascytoleptus |
|             | |
|             | Paraxius |
|             | |
|             | Platyaxius |
|             | |
|             | Scytoleptus |
|             | |
|             | Spongiaxius |
|             | |
|             | Paraxiopsis austrinus |
|             | |
|             | Paraxiopsis bisquamosa |
|             | |
|             | Paraxiopsis brocki |
|             | |
|             | Paraxiopsis defensus |
|             | |
|             | Paraxiopsis foveolata |
|             | |
|             | Paraxiopsis gracilimana |
|             | |
|             | Paraxiopsis granulimana |
|             | |
|             | Paraxiopsis hispida |
|             | |
|             | Paraxiopsis johnstoni |
|             | |
|             | Paraxiopsis pindatyba |
|             | |
|             | Paraxiopsis pumilus |
|             | |
|             | Paraxiopsis spinipleura |
|             | |

|  | Paraxiopsis austrinus   |
|  |                         |
|  | Paraxiopsis bisquamosa  |
|  |                         |
|  | Paraxiopsis brocki      |
|  |                         |
|  | Paraxiopsis defensus    |
|  |                         |
|  | Paraxiopsis foveolata   |
|  |                         |
|  | Paraxiopsis gracilimana |
|  |                         |
|  | Paraxiopsis granulimana |
|  |                         |
|  | Paraxiopsis hispida     |
|  |                         |
|  | Paraxiopsis johnstoni   |
|  |                         |
|  | Paraxiopsis pindatyba   |
|  |                         |
|  | Paraxiopsis pumilus     |
|  |                         |
|  | Paraxiopsis spinipleura |
|  |                         |